# Nichtrostender Stahl

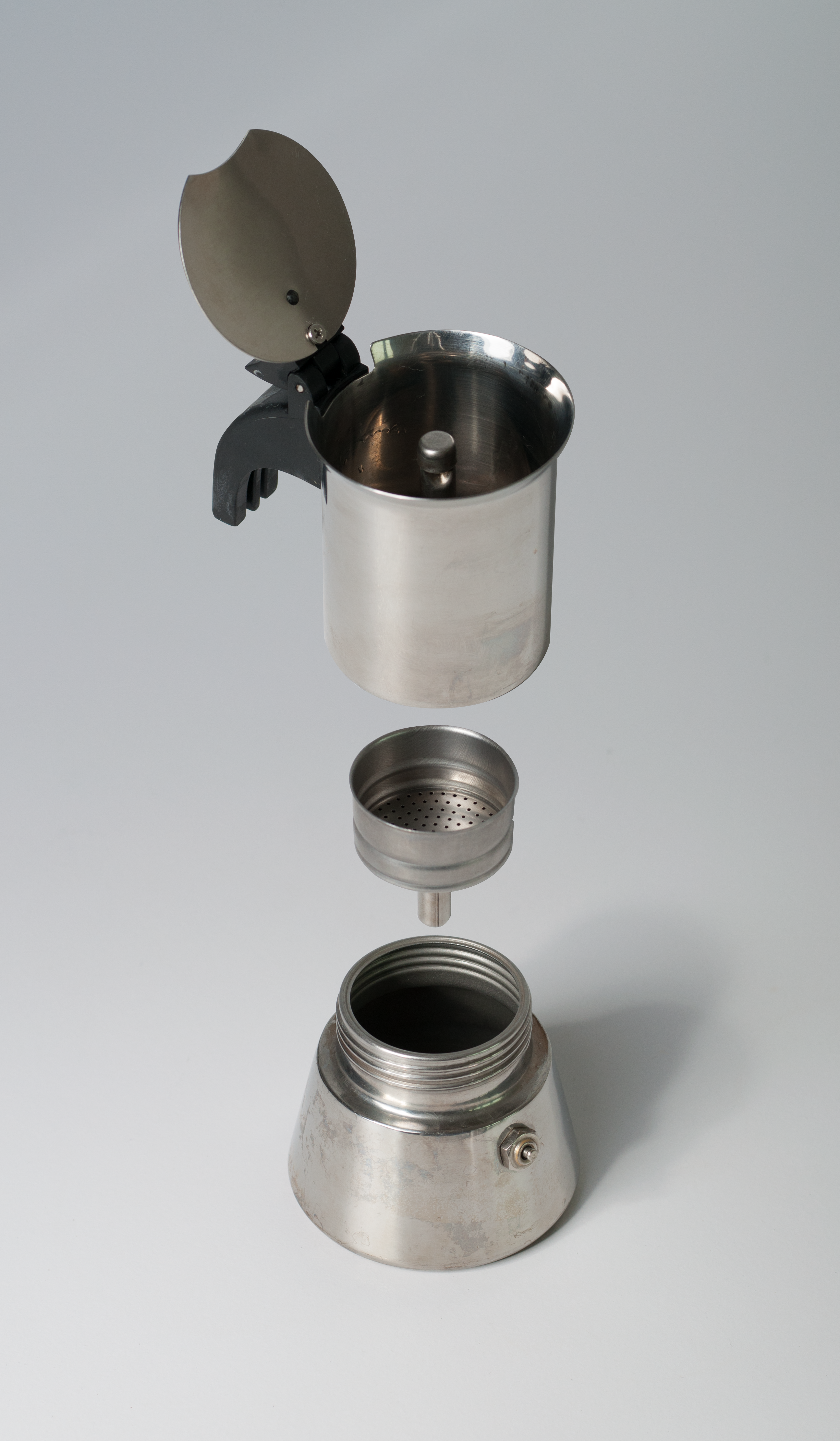
Eine Espressokanne von Bialetti aus nichtrostendem Stahl

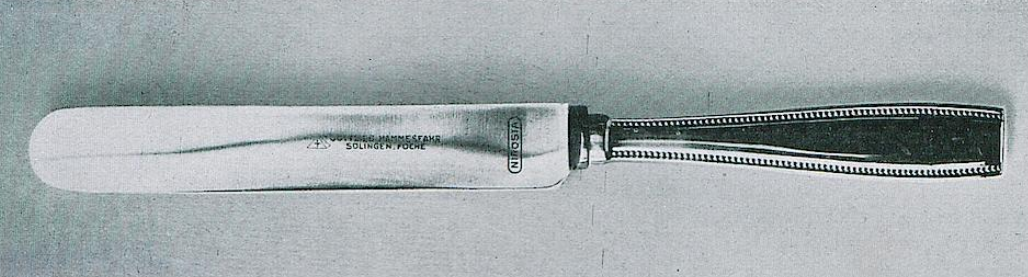
Paul Woenne (Entwurf): Tafelmesser (Hammesfahr, 1927)

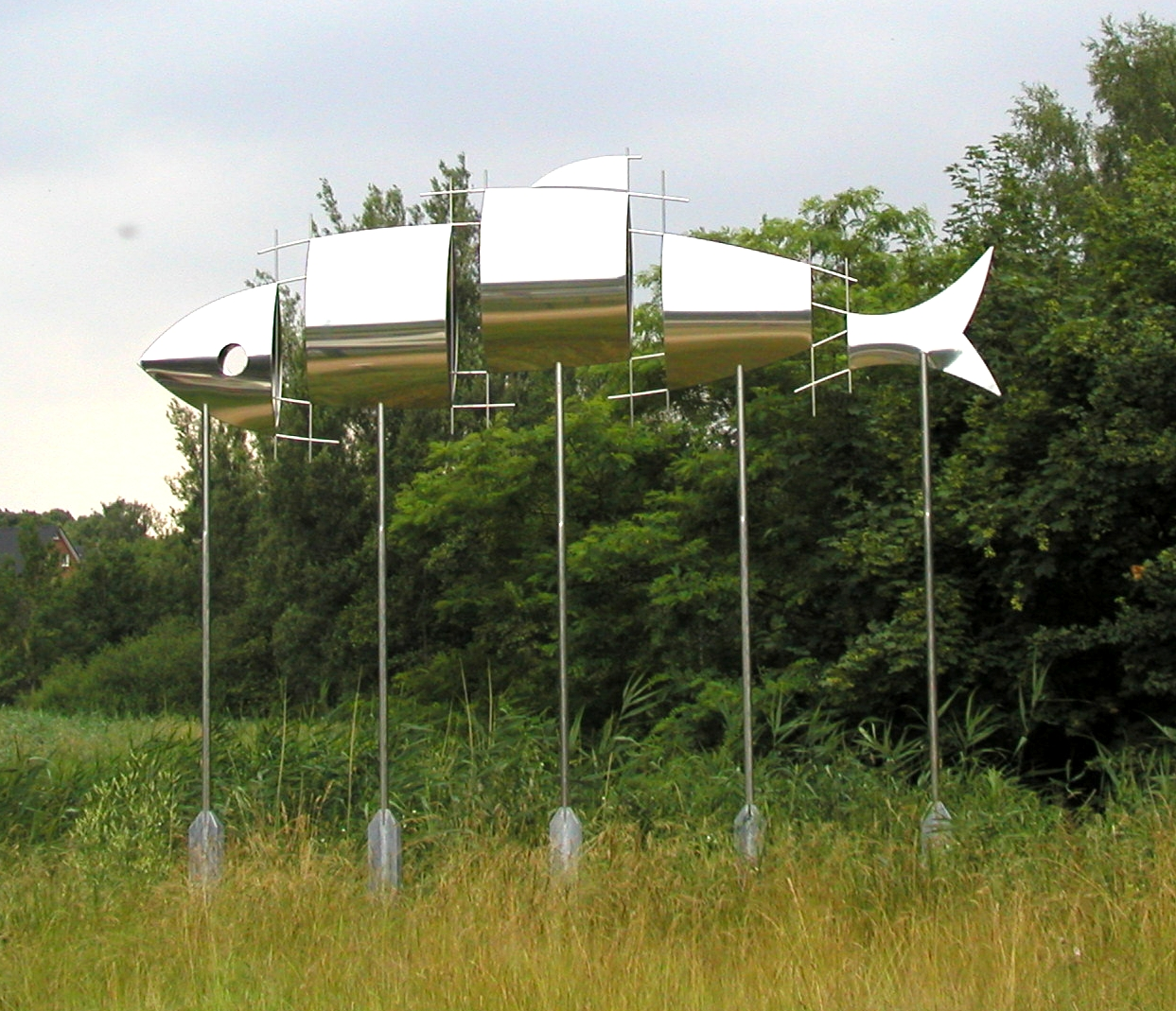
Skulptur Kanalhering aus nichtrostendem Stahl in Berkenthin von Tim Adam

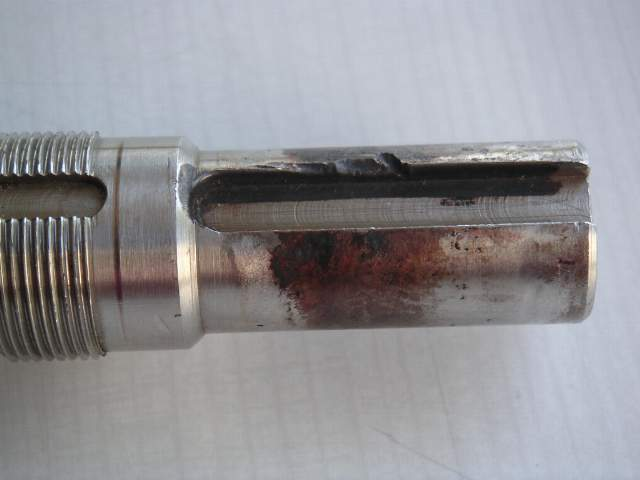
Reibkorrosion (Passungsrost) an einer Welle aus nichtrostendem Stahl

Nichtrostender Stahl (kurz NiRoSta), rostträger Stahl oder rostfreier Stahl steht für eine Gruppe von korrosions- und säurebeständigen Stahlsorten.
Unzutreffenderweise wird „Edelstahl“ gelegentlich als Synonym zu Nichtrostendem Stahl verwendet, wobei sich das „Edel“ auch auf andere Eigenschaften wie Reinheit, Säurebeständigkeit, Zugfestigkeit usw. und nicht zwangsläufig auf die Rostträgheit beziehen kann.

## Geschichte
Schon im Jahr 1821 erkannte der Mineraloge Pierre Berthier, dass der Zusatz von Chrom zu nichtrostendem Stahl führt. Damals war die Metallurgie aber noch nicht so weit, dies technologisch umzusetzen; die Legierung war noch zu brüchig.
Im Oktober 1912 erhielten Benno Strauß und sein Mitarbeiter Eduard Maurer aus dem Unternehmen Krupp zwei Patente auf nichtrostenden Stahl. Die Marke NIROSTA wurde 1922 eingetragen. In Österreich entwickelte Max Mauermann im Jahr 1912 den ersten rostbeständigen Stahl. Im angelsächsischen Raum gelten der Brite Harry Brearley und der US-Amerikaner Elwood Haynes als Erfinder des rostfreien Stahls.
Die Krupp Germaniawerft hatte bereits 1908 die Yacht Germania auch mit nichtrostendem Stahl gebaut. Es dauerte noch einige Jahre, bis sich das Material auch kostengünstig im großtechnischen Maßstab herstellen ließ. Die weltweite Produktion von rostfreiem Stahl lag 2015 bei 41,6 Millionen Tonnen, 2018 bei 50,7 Millionen Tonnen. In Deutschland wurden 2014 rund 8,4 Mio. Tonnen rostfreier Stahl hergestellt.

## Normen für nichtrostende Stähle
- EN 10088-1 Nichtrostende Stähle – Teil 1: Verzeichnis der nichtrostenden Stähle
- EN 10088-2 Nichtrostende Stähle – Teil 2: Technische Lieferbedingungen für Blech und Band aus korrosionsbeständigen Stählen für allgemeine Verwendung
- EN 10088-3 Nichtrostende Stähle – Teil 3: Technische Lieferbedingungen für Halbzeug, Stäbe, Walzdraht, gezogenen Draht, Profile und Blankstahlerzeugnisse aus korrosionsbeständigen Stählen für allgemeine Verwendung
- EN 10088-4 Nichtrostende Stähle – Teil 4: Technische Lieferbedingungen für Blech und Band aus korrosionsbeständigen Stählen für das Bauwesen
- EN 10088-5 Nichtrostende Stähle – Teil 5: Technische Lieferbedingungen für Stäbe, Walzdraht, gezogenen Draht, Profile und Blankstahlerzeugnisse aus korrosionsbeständigen Stählen für das Bauwesen

## Synonyme
Synonyme für nichtrostenden („rostfreien“) Stahl sind
- Edelstahl rostfrei, kurz auch Edelstahl, wohingegen fachsprachlich die Bezeichnung Edelstahl für Stahlsorten mit besonders hoher Reinheit verwendet wird, die nicht zwangsläufig hochlegiert und rostfrei sein müssen
- Inox (vom französischen inoxydable gebildet, was so viel bedeutet wie „nicht oxidierbar“ oder „rostfrei“)
- VA-Stahl
- Chromstahl oder Chrom-Nickel-Stahl (CNS)
- Stainless (Steel) – englisch verfärbungsfrei, makellos, international verbreitete Bezeichnung für rostfreien Stahl
- Nirosta, Markenname der Outokumpu Nirosta (ehemals ThyssenKrupp Nirosta) wird fälschlich auch Nieroster oder Niroster geschrieben, oder kurz Niro. Der Name leitet sich von Nichtrostender Stahl ab.[8]
- Cromargan, Handelsname von WMF
- Remanit, Markenname der Edelstahl Witten-Krefeld. Remanit wird auch als Material für Kunstwerke im öffentlichen Raum verwendet, etwa für den Brunnen aus Remanit für die Messehallen der Stadt Hannover. Remanit ist beim DPMA seit 1926 unter der Nr. 360467 als Marke eingetragen.

In Deutschland sind für zwei Gruppen von Edelstahlsorten besondere Bezeichnungen gebräuchlich:
- V2A (Versuchsschmelze 2 Austenit, entstand 1912 für Legierungs-Typ X12CrNi18-8 oder auch 1.4300 genannt), wird heute nicht mehr hergestellt. Die Nachfolger von 1.4300, wie 1.4301 (X5CrNi18-10) und der klassische Stahl für die Automatenbearbeitung 1.4305 (X8CrNiS18-9) gehören zu den häufigsten Vertretern der Gruppe V2A.
- V4A (ähnlich V2A, jedoch zusätzlich mit 2 % Molybdän (Mo) legiert, was diesen Stahl widerstandsfähiger gegen Korrosion durch chloridhaltige Medien macht – Salzwasser, Schwimmbäder, chemische Industrie etc.) Ein häufig verwendeter Vertreter der Gruppe V4A ist 1.4401 (X5CrNiMo17-12-2).

Auch VA-Stahl leitet sich von diesen Bezeichnungen ab. Weniger verbreitet sind die Stahlsorten V1A, V3A und V5A.
Die Wort-/Bildmarke „Edelstahl Rostfrei“ ist als Kollektivmarke beim Amt der Europäischen Union für Geistiges Eigentum in allen Mitgliedstaaten der Europäischen Union und in der Schweiz beim Eidgenössischen Institut für Geistiges Eigentum eingetragen. Inhaber der Marke ist der Warenzeichenverband Edelstahl Rostfrei e. V. in Düsseldorf. Das Warenzeichen „Edelstahl Rostfrei“ kennzeichnet als Werkstoff-Siegel die Qualität des verwendeten Materials. Die Warenzeichen-Benutzer verpflichten sich zur anwendungsgerechten Werkstoffauswahl sowie zur sachgerechten Be- und Verarbeitung von nichtrostendem Stahl. Der Verband überwacht die Nutzung und stärkt mit werbewirksamen Maßnahmen das Ansehen und die Bedeutung des Qualitätssiegels in der Öffentlichkeit.

## Beschreibung
Nichtrostender Stahl zeichnet sich durch einen Anteil von mehr als 10,5 % Chrom und maximal 1,2 % Kohlenstoff aus, der im austenitischen oder ferritischen Mischkristall gelöst sein muss. Durch diesen hohen Chromanteil bildet sich eine schützende und dichte Passivschicht aus Chromoxid an der Werkstoffoberfläche aus. Diese Passivschicht kann nach Spezialbehandlung gleichzeitig zur Färbung der Stahloberfläche eingesetzt werden. Weitere Legierungsbestandteile wie Nickel, Molybdän, Mangan und Niob führen zu einer noch besseren Korrosionsbeständigkeit oder günstigeren mechanischen Eigenschaften. Da Chrom als Legierungselement preisgünstiger ist als Nickel, wird ein höherer Chromanteil bei kleinerem Nickelanteil (gleiche Korrosionsbeständigkeit vorausgesetzt) bevorzugt.
Durch den hohen Anteil an Legierungsbestandteilen ist nichtrostender deutlich teurer als gewöhnlicher Stahl.

## Eigenschaften
Rostfreie Stähle zeichnen sich hauptsächlich durch die folgenden gemeinsamen Eigenschaften aus:
- erhöhte Beständigkeit gegen Korrosion und Säuren
- schlechte Wärmeleitfähigkeit (15…25 W·m−1·K−1)[13]
- schlechte elektrische Leitfähigkeit

Stähle ohne Nickelzusatz bilden ferritische Kristalle und haben folgende Eigenschaften:
- magnetisch (aber weniger Sättigungspolarisation als unlegierte Stähle)
- Wärmeausdehnungskoeffizient eher geringer als bei unlegiertem Stahl (10,0…10,5 · 10−6 K−1)
- Die meisten Sorten sind härtbar.

Stähle mit höheren Nickelanteilen (ca. 70 % der Produktion) bilden austenitische Gefüge und haben folgende Eigenschaften:
- höhere Korrosionsfestigkeit als nickelarme Chromstähle (insbesondere Beständigkeit gegen Spannungsrisskorrosion)
- hohe Zähigkeit und damit schlechte Zerspanbarkeit (zum Beispiel beim Bohren, Drehen) und erhöhte Neigung zum „Festfressen“ bei Gewinden (letzteres vor allem, wenn diese erhitzt werden, beispielsweise bei Behältern der chemischen und pharmazeutischen Industrie)
- im spannungsfreien Zustand weitgehend unmagnetisch
- vergleichsweise niedrige Streckgrenze (200 … 300 N/mm²) bei relativ hoher Zugfestigkeit (700 … 1300 N/mm²)
- hoher Wärmeausdehnungskoeffizient (zum Beispiel ein Wert von 16,0 · 10−6 K−1 für den Werkstoff 1.4301[13] im Vergleich zu einem Wert von 10,5 · 10−6 K−1 für Kohlenstoffstahl)
- Dichte 1.4301 (V2A): 7,9 g/cm³, 1.4401 (V4A): 8,0 g/cm³[10]
- nicht durch Glühen und anschließendes Abschrecken härtbar
- Oberflächenhärtung nur durch Plasmanitrieren, Kolsterisieren oder Kaltverformung möglich
- gut durch Schweißen zu verbinden
- Wärmeleitfähigkeit: 15 W·m−1·K−1[13]
- Elektrische Leitfähigkeit: ca. 1,4 · 106 S/m (Siemens pro Meter)

### Zerspanbarkeit
Die Zerspanbarkeit von rostfreien Stählen bereitet wegen ihrer geringeren Wärmeleitfähigkeit gegenüber anderen Stählen größere Probleme.

### Nickelaustrag
Aus den Legierungen kann sich Nickel lösen und in die Haut oder Nahrungsmittel übergehen, woraus sich gesundheitliche Probleme ergeben können. In der Europäischen Richtlinie 94/27/EG(12) wird ein Grenzwert von 0,5 μg/cm² pro Woche festgeschrieben, um über längere Zeit keine Probleme bei permanentem Hautkontakt zu haben.
Sowohl die nickelarme Legierung 1.4016 als auch 1.4301 und 1.4404 unterschreiten diesen Grenzwert mit <0,03 μg/cm² pro Woche in angesäuertem künstlichem Schweiß deutlich.
Durch die gute Passivierung bei hohem Chrom- und Nickelgehalt haben Legierungen mit hohem Nickelgehalt (z. B. 1.4301 ≈10 % Nickel) keinen höheren Nickelaustrag als Legierungen mit sehr geringem Nickelgehalt (z. B. 1.4016 <0,5 % Nickel).
Erst Schwefel als Legierungsbestandteil von Automatenstählen lässt den Nickelaustrag z. B. in 1.4305 auf ≈1,5 μg/cm² pro Woche ansteigen.

### Magnetismus
Die Mehrzahl der in Halbzeugen verfügbaren rostfreien Stähle haben austenitische Gefüge. Diese haben eine sehr geringe Magnetisierbarkeit. {\displaystyle \mu _{\mathrm {r} }} liegt meist unter 1,1 und sehr nahe an 1. Diese Werkstoffe sind im Herstellungszustand praktisch unmagnetisch. Eine große Zahl der austenitischen Stähle neigt jedoch beim Kaltverformen wie z. B. dem Tiefziehen von Blechen zur Ausbildung von Martensiten, wodurch der Werkstoff partiell magnetisch wird. Abhängig von der Stärke der Verformung steigt der Anteil der Martensite und die Magnetisierbarkeit. Durch Loseglühen kann der Martensitanteil teils wieder reduziert werden.
Martensitische Stähle sind magnetisch und weisen Permeabilitäten von wenigen Hundert auf. Sie sind oft hartmagnetisch, das heißt, sie haben eine hohe Koerzitivfeldstärke.
Ferritische Stähle sind magnetisch und ähneln von ihren Eigenschaften am ehesten dem reinen Eisen. Sie haben eine hohe Permeabilität, die sich in den vierstelligen Bereich ausdehnt. Auch ihre magnetischen Eigenschaften werden durch die Verarbeitungsschritte beeinflusst, hier kann z. B. eine Wärmebehandlung die Magnetisierbarkeit noch erhöhen. Rostfreie Stähle, die gezielt für ihre weichmagnetischen Eigenschaften zusammengesetzt sind, werden von der Norm IEC 60404-1 beschrieben.

## Verwendung

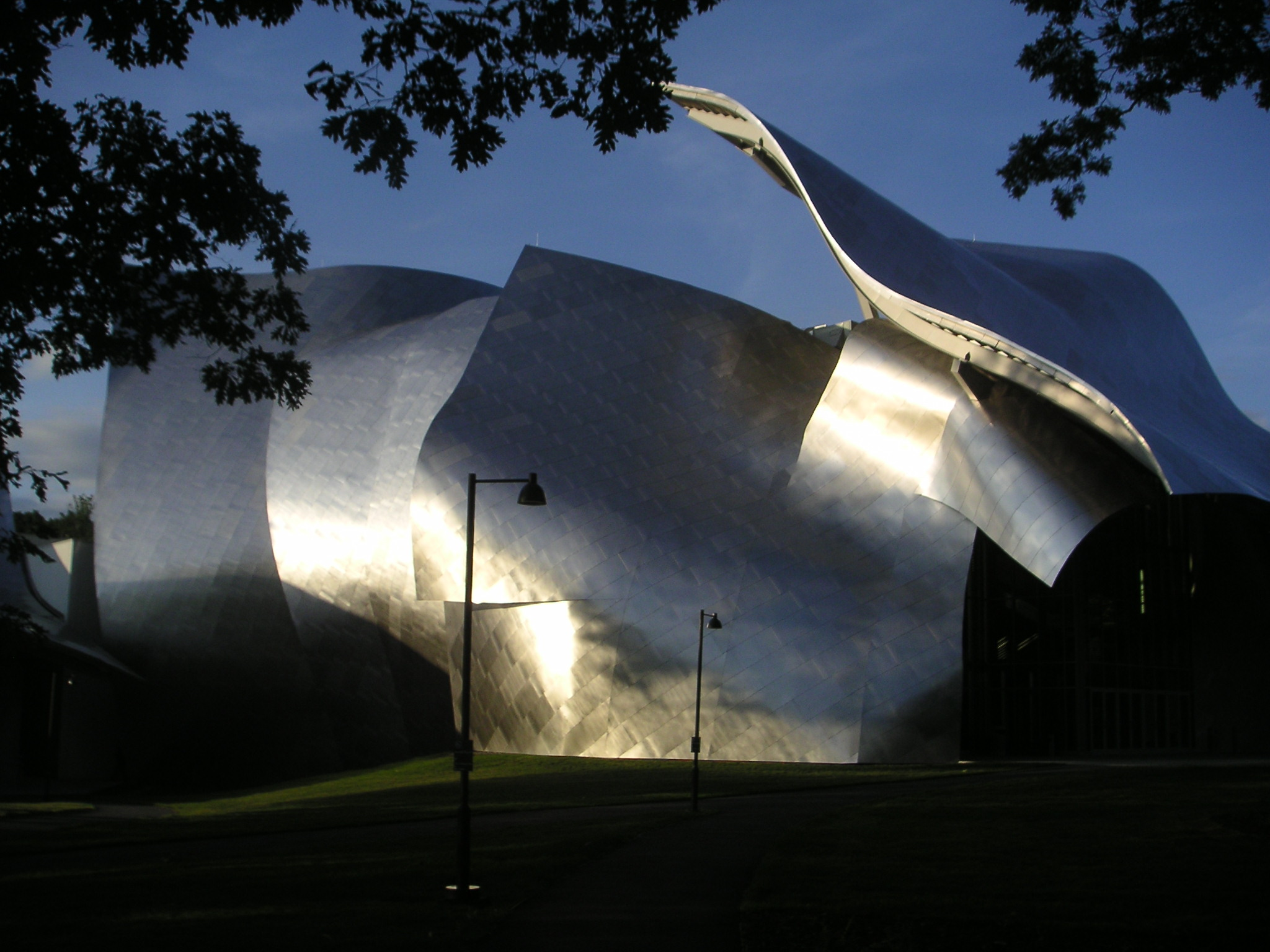
Das Dach des Fisher Center for the Performing Arts des Bard College besteht aus nichtrostendem Stahl.

Wegen der guten Umformbarkeit von Blechen aus nichtrostendem Stahl finden Teile aus diesem Werkstoff eine immer größere Verbreitung in der Industrie, im Haushalt oder auch in medizinischen Geräten. Obwohl sich die meisten nichtrostenden Stähle nur sehr schlecht zerspanen lassen, bietet ihr Einsatz überwiegend Vorteile. Hier sind beispielsweise neben hygienischen Aspekten (im Brauereiwesen, der Lebensmittelindustrie und Pharmazie erfolgt die Sterilisierung mit Dampf) auch die Langlebigkeit der produzierten Teile und Vorteile im Umweltschutz zu nennen. Nachteil gegenüber anderen Stählen ist jedoch die zumeist geringe Zugfestigkeit und oft fehlende Härtbarkeit (siehe weiterer Text). Bemerkenswert ist auch die im Vergleich zu Kupfer und seinen Legierungen geringere antibakterielle Wirkung, auch bekannt als oligodynamischer Effekt.
Ohne nichtrostende Stähle wären viele Kryostaten nicht realisierbar. Die schlechte Wärmeleitfähigkeit und dünne Wandungen (zum Beispiel Rohre mit weniger als 0,3 mm Wandstärke) ermöglichen eine gute Isolation zwischen Kryoflüssigkeit und Raumtemperatur. Weitere Vorteile sind UHV-Dichtheit von Schweiß-Verbindungen und geringer Magnetismus.
Warmfeste nichtrostende Stähle werden als hitzebeständige Stähle vermarktet. Sie können bei Temperaturen bis 900 °C eingesetzt werden.

## Eingesetzte Werkstoffe und Zusammensetzung
Unter dem Oberbegriff rostfreier Stahl gibt es eine Vielzahl von Legierungen, die sich in ihren Legierungsbestandteilen, Eigenschaften und Einsatzmöglichkeiten unterscheiden. Zur eindeutigen Unterscheidung werden den einzelnen Legierungen Werkstoffnummern zugewiesen.
Die Einteilung erfolgt in EN 10088-1 nach:
| Stahlbezeichnung                                           | Stahlbezeichnung     |
| Kurzname                                                   | Werkstoffnummer      |
| Austenitische Stähle                                       | Austenitische Stähle |
| ---------------------------------------------------------- | -------------------- |
| X2CrNiN18-7                                                | 1.4318               |
| X10CrNi18-8                                                | 1.4310               |
| X2CrNi18-9                                                 | 1.4307               |
| X9CrNi18-9                                                 | 1.4325               |
| X8CrNiS18-9                                                | 1.4305               |
| X6CrNiCuS18-9-2                                            | 1.4570               |
| X3CrNiCu18-9-4                                             | 1.4567               |
| X5CrNiN19-9                                                | 1.4315               |
| X3CrNiCu19-9-2                                             | 1.4560               |
| X5CrNiCu19-6-2                                             | 1.4640               |
| X2CrNiN18-10                                               | 1.4311               |
| X5CrNi18-10                                                | 1.4301               |
| X6CrNiTi18-10                                              | 1.4541               |
| X6CrNiNb18-10                                              | 1.4550               |
| X2CrNiCu19-10                                              | 1.4650               |
| X2CrNi19-11                                                | 1.4306               |
| X4CrNi18-12                                                | 1.4303               |
| XCrNiSi18-15-4                                             | 1.4361               |
| X8CrMnCuN17-8-3                                            | 1.4597               |
| X8CrMnNi19-6-3                                             | 1.4376               |
| X3CrMnNiCu15-8-5-3                                         | 1.4615               |
| X12CrMnNiN17-7-5                                           | 1.4372               |
| X2CrMnNiN17-7-5                                            | 1.4371               |
| X9CrMnNiCu17-8-5-2                                         | 1.4618               |
| X12CrMnNiN18-9-5                                           | 1.4373               |
| X11CrMnNiN19-8-6                                           | 1.4369               |
| X13CrMnNiN18-13-12                                         | 1.4020               |
| X6CrMnNiN18-13-3                                           | 1.4378               |
| X6CrMnNiCuN18-12-4-2                                       | 1.4646               |
| X1CrNi25-21                                                | 1.4335               |
| Austenitische Stähle mit Mo                                |                      |
| X2CrNiMoCuS17-10-2                                         | 1.4598               |
| X3CrNiCuMo17-11-3-2                                        | 1.4578               |
| X2CrNiMoN17-11-2                                           | 1.4406               |
| X2CrNiMo17-12-2                                            | 1.4404               |
| X5CrNiMo17-12-2                                            | 1.4401               |
| X6CrNiMoTi17-12-2                                          | 1.4571               |
| X6CrNiMoNb17-12-2                                          | 1.4580               |
| X2CrNiMo17-12-3                                            | 1.4432               |
| X3CrNiMo18-12-3                                            | 1.4449               |
| X3CrNiMo17-13-3                                            | 1.4436               |
| X2CrNiMoN17-13-3                                           | 1.4429               |
| X2CrNiMoN18-12-4                                           | 1.4434               |
| X2CrNiMo18-14-3                                            | 1.4435               |
| X2CrNiMoN17-13-5                                           | 1.4439               |
| X2CrNiMo18-15-4                                            | 1.4438               |
| X1CrNiMoCuN20-18-7                                         | 1.4547               |
| X1CrNiMoN25-22-2                                           | 1.4466               |
| X1CrNiMoCuNW24-22-6                                        | 1.4659               |
| X1CrNiMoCuN24-22-8                                         | 1.4652               |
| X2CrNiMnMoN25-18-6-5                                       | 1.4565               |
| Austenitische Stähle mit Nickel als Hauptlegierungselement |                      |
| X1NiCrMoCu25-20-5                                          | 1.4539               |
| X1NiCrMoCuN25-20-7                                         | 1.4529               |
| XNiCrAlTi32-20                                             | 1.4558               |
| X1NiCrMoCu31-27-4                                          | 1.4563               |
| Unübliche austenitische Stahlsorten                        |                      |
| X5CrNi17-7                                                 | 1.4319               |
| X8CrMnNiN18-9-5                                            | 1.4374               |
| X1CrNiMoCuN25-25-5                                         | 1.4537               |

| Stahlbezeichnung                               | Stahlbezeichnung |
| Kurzname                                       | Werkstoffnummer  |
| ---------------------------------------------- | ---------------- |
| X2CrNiN22-2                                    | 1.4062           |
| X2CrCuNiN23-2-2                                | 1.4669           |
| Austenitische-ferritische Stähle mit Mo        |                  |
| X2CrNiMoSi18-5-3                               | 1.4424           |
| X2CrNiN23-4                                    | 1.4362           |
| X2CrMnNiN21-5-1                                | 1.4162           |
| X2CrMnNiMoN21-5-3                              | 1.4482           |
| X2CrNiMoN22-5-3                                | 1.4462           |
| X2CrNiMnMoCuN24-4-3-2                          | 1.4662           |
| X2CrNiMoCuN25-6-3                              | 1.4507           |
| X3CrNiMoN27-5-2                                | 1.4460           |
| X2CrNiMoN25-7-4                                | 1.4410           |
| X2CrNiMoCuWN25-7-4                             | 1.4501           |
| X2CrNiMoN29-7-2                                | 1.4477           |
| X2CrNiMoCoN28-8-5-1                            | 1.4658           |
| Unübliche austenitisch-ferritische Stahlsorten |                  |
| X2CrNiCuN23-4                                  | 1.4655           |

| Stahlbezeichnung             | Stahlbezeichnung |
| Kurzname                     | Werkstoffnummer  |
| ---------------------------- | ---------------- |
| X2CrNi12                     | 1.4003           |
| X2CrTi12                     | 1.4512           |
| X6CrNiTi12                   | 1.4516           |
| X6Cr13                       | 1.4000           |
| X6CrAl13                     | 1.4002           |
| X2CrMnNiTi12                 | 1.4600           |
| X2CrSiTi15                   | 1.4630           |
| X6Cr17                       | 1.4016           |
| X2CrTi17                     | 1.4520           |
| X3CrTi17                     | 1.4510           |
| X3CrNb17                     | 1.4511           |
| X6CrNi17-1                   | 1.4017           |
| X2CrNiTiNb18                 | 1.4509           |
| X2CrAlSiNb18                 | 1.4634           |
| X2CrNbTi20                   | 1.4607           |
| X2CrTi21                     | 1.4611           |
| X2CrNbCu21                   | 1.4621           |
| X2CrTi24                     | 1.4613           |
| Ferritische Stähle mit Mo    |                  |
| X5CrNiMoTi15-2               | 1.4589           |
| X6CrMoS17                    | 1.4105           |
| X6CrMo17-1                   | 1.4113           |
| X2CrMoTi17-1                 | 1.4513           |
| X6CrMoNb17-1                 | 1.4526           |
| X2CrMoTi18-2                 | 1.4521           |
| X2CrMoTiS18-2                | 1.4523           |
| X2CrMoTi29-4                 | 1.4592           |
| Unübliche ferritische Stähle |                  |
| X1CrNb15                     | 1.4595           |
| X2CrNbZr17                   | 1.4590           |

| Stahlbezeichnung                    | Stahlbezeichnung      |
| Kurzname                            | Werkstoffnummer       |
| Martensitische Stähle               | Martensitische Stähle |
| ----------------------------------- | --------------------- |
| X12Cr13                             | 1.4006                |
| X12CrS13                            | 1.4005                |
| X15Cr13                             | 1.4024                |
| X20Cr13                             | 1.4021                |
| X30Cr13                             | 1.4028                |
| X29CrS13                            | 1.4029                |
| X39Cr13                             | 1.4031                |
| X46Cr13                             | 1.4034                |
| X46CrS13                            | 1.4035                |
| X17CrNi16-2                         | 1.4057                |
| Martensitische Stähle mit Mo        |                       |
| X38CrMo14                           | 1.4419                |
| X55CrMo14                           | 1.4110                |
| X3CrNiMo13-4                        | 1.4313                |
| X1CrNiMoCu12-5-2                    | 1.4422                |
| X50CrMoV15                          | 1.4116                |
| X70CrMo15                           | 1.4109                |
| X2CrNiMoV13-5-2                     | 1.4415                |
| X1CrNiMoCu12-7-3                    | 1.4423                |
| X53CrSiMoVn16-2                     | 1.4150                |
| X4CrNiMo16-5-1                      | 1.4418                |
| X14CrMoS17                          | 1.4104                |
| X39CrMo17-1                         | 1.4122                |
| X105CrMo17                          | 1.4125                |
| X40CrMoVN16-2                       | 1.4123                |
| X90CrMoV18                          | 1.4112                |
| Ausscheidungshärtende Stähle        |                       |
| X5CrNiCuNb16-4                      | 1.4542                |
| X7CrNiAl17-7                        | 1.4568                |
| Ausscheidungshärtende Stähle mit Mo |                       |
| X5CrNiMoCuNb14-5                    | 1.4594                |
| X1CrNiMoAlTi12-9-2                  | 1.4530                |
| X1CrNiMoAlTi12-10-2                 | 1.4596                |
| X1CrNiMoAlTi12-11-2                 | 1.4612                |
| X5NiCrTiMoVB25-15-2                 | 1.4606                |

| Stahlbezeichnung                                                            | Stahlbezeichnung                     |
| Kurzname                                                                    | Werkstoffnummer                      |
| Austenitische hitzebeständige Stähle                                        | Austenitische hitzebeständige Stähle |
| --------------------------------------------------------------------------- | ------------------------------------ |
| X8CrNiTi18-10                                                               | 1.4878                               |
| X6CrNiSiNCe19-10                                                            | 1.4818                               |
| X15CrNiSi20-12                                                              | 1.4828                               |
| X9CrNiSiNCe21-11-2                                                          | 1.4835                               |
| X12CrNi23-13                                                                | 1.4833                               |
| X25CrMnNiN25-9-7                                                            | 1.4872                               |
| X8CrNi25-21                                                                 | 1.4845                               |
| X15CrNiSi25-21                                                              | 1.4841                               |
| X10NiCrAlTi32-21                                                            | 1.4876                               |
| X6NiCrSiNCe35-25                                                            | 1.4854                               |
| X10NiCrSi35-19                                                              | 1.4886                               |
| Unübliche austenitische und austenitisch-ferritische hitzebeständige Stähle |                                      |
| X15CrNiSi25-4                                                               | 1.4821                               |
| X12NiCrSi35-16                                                              | 1.4864                               |
| X10NiCrSiNb32-22                                                            | 1.4887                               |
| X6NiCrNbCe32-27                                                             | 1.4877                               |

| Stahlbezeichnung                                  | Stahlbezeichnung                   |
| Kurzname                                          | Werkstoffnummer                    |
| Ferritische hitzebeständige Stähle                | Ferritische hitzebeständige Stähle |
| ------------------------------------------------- | ---------------------------------- |
| X10CrAlSi7                                        | 1.4713                             |
| X10CrAlSi13                                       | 1.4724                             |
| X10CrAlSi18                                       | 1.4742                             |
| X10CrAlSi25                                       | 1.4762                             |
| X18CrN28                                          | 1.4749                             |
| Unübliche ferritische hitzebeständige Stahlsorten |                                    |
| X3CrAlTi18-2                                      | 1.4736                             |

| Stahlbezeichnung                         | Stahlbezeichnung |
| Kurzname                                 | Werkstoffnummer  |
| ---------------------------------------- | ---------------- |
| X6CrNi18-10                              | 1.4948           |
| X7CrNiNb18-10                            | 1.4912           |
| X7CrNiTi18-10                            | 1.4940           |
| X6CrNiTiB18-10                           | 1.4941           |
| X8CrNiNb16-13                            | 1.44961          |
| X12CrNiWTiB16-13                         | 1.4962           |
| X6CrNiWNbN16-16                          | 1.4945           |
| X6CrNi23-13                              | 1.4950           |
| X6CrNiN25-20                             | 1.4951           |
| X5NiCrAlTi31-20                          | 1.4958           |
| X8NiCrAlTi32-21                          | 1.4959           |
| Austenitische warmfeste Stähle mit Mo    |                  |
| X10CrNiMoMnNbVB15-10-1                   | 1.4982           |
| X8CrNiMoVNb16-13                         | 1.4988           |
| X8CrNiMoNb16-16                          | 1.4981           |
| X7CrNiMoBNb16-16                         | 1.4986           |
| X6CrNiMoB17-12-2                         | 1.4919           |
| X6CrNiMoTiB17-13                         | 1.4983           |
| X6CrNiMo17-13-2                          | 1.4918           |
| X3CrNiMoBN17-13-3                        | 1.4910           |
| X12CrCoNi21-20                           | 1.4971           |
| X6NiCrTiMoVB25-15-2                      | 1.4980           |
| Unübliche austenitische warmfeste Stähle |                  |
| -                                        | -                |

| Stahlbezeichnung                               | Stahlbezeichnung |
| Kurzname                                       | Werkstoffnummer  |
| ---------------------------------------------- | ---------------- |
| X10CrMoVNb9-1                                  | 1.4903           |
| X11CrMoWVNb9-1-1                               | 1.4905           |
| X19CrMoNbVN11-1                                | 1.4913           |
| X20CrMoV11-1                                   | 1.4922           |
| X22CrMoV12-1                                   | 1.4923           |
| X20CrMoWV12-1                                  | 1.4935           |
| X12CrNiMoV12-3                                 | 1.4938           |
| X8CrCoNiMo10-6                                 | 1.4911           |
| Unübliche martensitische warmfeste Stahlsorten |                  |
| -                                              | -                |

### Austenitische Stahlsorten
Stähle mit mehr als 8 % Nickel haben bei Raumtemperatur eine austenitische Kristallstruktur und weisen eine besonders günstige Kombination von Verarbeitbarkeit, mechanischen Eigenschaften und Korrosionsbeständigkeit auf.

#### Werkstoffnummer 1.4301 – X5CrNi18-10
Der häufigste Legierungstyp eines nichtrostenden Stahls, der uns im Alltag begegnet, ist die Legierung X5CrNi18-10 (Werkstoffnummer 1.4301, Aufschrift 18/10, auch bekannt als „Versuch(sschmelze) 2 Austenit“ – V2A). 33 % der Produktion von nichtrostenden Stählen entfallen auf diesen Legierungstyp, weitere 20 % auf den ähnlichen Stahl 1.4307 (X2CrNi18-9). Bei 1.4301 handelt es sich um einen relativ weichen, nickelhaltigen, nicht ferromagnetischen Austenit-Stahl für beispielsweise Töpfe, Essbesteck (ausgenommen Messerklingen), Spülbecken. Die Bezeichnung 18/10 beschreibt einen Anteil von 18 % Chrom und 10 % Nickel.
Die Legierung ist zäh und neigt bei Kaltverformung zur Aushärtung. Das erschwert die Bearbeitung durch Bohren, Stanzen oder Zerspanen.
Der Werkstoff ist beständiger gegenüber kurzzeitiger Einwirkung chlorhaltiger Medien (wie beispielsweise Salzwasser oder der chlorhaltigen Atmosphäre in Hallenbädern) als Edelstahl 18/0 (ohne Nickelanteil). Bei längerer Einwirkung wäre beispielsweise V4A-Stahl zu wählen.

#### Werkstoffnummer 1.4571 – X6CrNiMoTi17-12-2 (historisch), 1.4401 – X5CrNiMo17-12-2 oder 1.4404 – X2CrNiMo17-12-2
Für den Einsatz in Gegenwart chloridhaltiger Medien werden häufig die Werkstoffe 1.4571 bzw. 1.4401 oder 1.4404 (umgangssprachlich „Versuch(sschmelze) 4 Austenit“ – V4A) eingesetzt. Sie besitzen im Gegensatz zum 1.4301 durch einen Anteil von 2 % Molybdän eine erhöhte Beständigkeit gegen Chloride. Einsatzzwecke sind unter anderem alle Bereiche, die ständig mit Salzwasser in Berührung kommen, wie Beschläge im Schiffbau. Zudem wird er für die Sanierung von Schornsteinen, in Hallenbädern (bei sicherheitsrelevanten Bauteilen, die nicht regelmäßig gereinigt werden können oder von Wasser benetzt werden, müssen Qualitäten mit höherem Molybdänanteil verwendet werden, beispielsweise 1.4529) und der chemischen Industrie eingesetzt.

### Weitere Stahlsorten

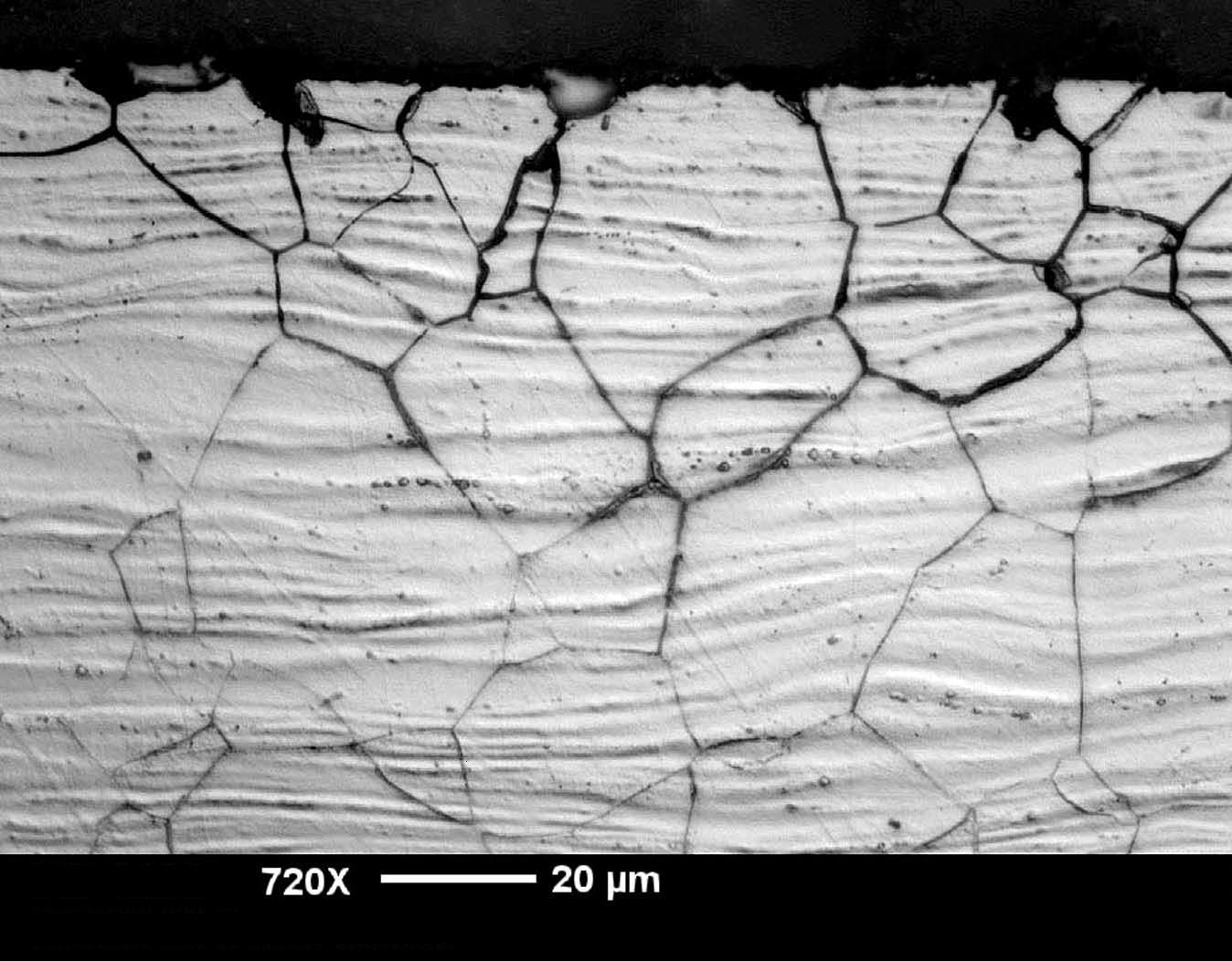
Interkristalline Korrosion

Für Werkzeuge und Messerklingen werden härtbare martensitisch-ferritische Stähle verwendet, die neben Chrom oft auch Vanadium und Molybdän enthalten und magnetisierbar sind. Typische Stahlsorten hierfür sind X30Cr13 und die höherwertige Legierung X50CrMoV15 (vgl. Messerstahl).
Im Offshore-Bereich findet auch Duplexstahl, z. B. 1.4462 (X2CrNiMoN22-5-3), Anwendung. Anstelle von Nickel kann für austenitische Stähle auch das billigere Mangan als Legierungselement verwendet werden, aber die allgemeine Qualität dieser Stähle ist niedriger.
Die Beständigkeit gegenüber Korrosion sinkt mit steigendem Kohlenstoffgehalt, da Chrom eine hohe Kohlenstoffaffinität besitzt und sich zu Lasten von schützendem Chromoxid vorwiegend an den Korngrenzen hartes, sprödes Chromcarbid bildet. Außerdem neigen dann die Stähle zur interkristallinen Korrosion.
Um diesem Effekt entgegenzuwirken und damit auch die Schweißbarkeit zu verbessern, werden der Kohlenstoffgehalt niedrig gehalten und die entsprechenden Stahlsorten noch durch Zugabe von Niob oder Titan, die eine höhere Affinität zum Kohlenstoff als Chrom haben, stabilisiert. Derartig stabilisierte, rein ferritische Stähle mit 12 bis 18 % Chromgehalt wie X2CrTi12 (1.4512), X2CrTiNb18 (1.4509) und X3CrTi17 (1.4510) stellen heute die wichtigsten Werkstoffe für den Bau von Auspuffen in der Automobilindustrie dar. Annähernd 10 % der weltweiten Produktion rostfreier Stähle entfallen auf diese Anwendung. Der kostensparende Verzicht auf Nickel sowie der geringere Wärmeausdehnungskoeffizient des ferritischen Kristallgitters sind die spezifischen Vorteile dieser Stähle. Die zusätzliche Legierung mit Molybdän verbessert die Korrosionsbeständigkeit.

### Bedeutung der Werkstoffnummern nach DIN EN 10027-2:2015-07
| Werkstoffnummer beginnend mit | Cr-Gehalt                                                       | Gehalt an Mo, Nb, Ti                                            |                                     |
| ----------------------------- | --------------------------------------------------------------- | --------------------------------------------------------------- | ----------------------------------- |
| 1.40                          | Cr-Stähle mit < 2,5 % Ni                                        | ohne Mo, Nb und Ti                                              |                                     |
| 1.41                          | Cr-Stähle mit < 2,5 % Ni                                        | mit Mo, ohne Nb und Ti                                          |                                     |
| 1.43                          | Cr-Stähle mit ≥ 2,5 % Ni                                        | ohne Mo, Nb und Ti                                              |                                     |
| 1.44                          | Cr-Stähle mit ≥ 2,5 % Ni                                        | mit Mo, ohne Nb und Ti                                          |                                     |
| 1.45                          | Cr-, CrNi- oder CrNiMo-Stähle mit Sonderzusätzen (Cu, Nb, Ti …) | Cr-, CrNi- oder CrNiMo-Stähle mit Sonderzusätzen (Cu, Nb, Ti …) |                                     |
| 1.46                          | Cr-, CrNi- oder CrNiMo-Stähle mit Sonderzusätzen (Cu, Nb, Ti …) | Cr-, CrNi- oder CrNiMo-Stähle mit Sonderzusätzen (Cu, Nb, Ti …) | chemisch beständig und hochwarmfest |
| 1.47                          | Cr-Stähle mit < 2,5 % Ni und Sonderzusätzen (Cu, Nb, Ti …)      | Cr-Stähle mit < 2,5 % Ni und Sonderzusätzen (Cu, Nb, Ti …)      | hitzebeständig                      |
| 1.48                          | Cr-Stähle mit ≥ 2,5 % Ni und Sonderzusätzen (Cu, Nb, Ti …)      | Cr-Stähle mit ≥ 2,5 % Ni und Sonderzusätzen (Cu, Nb, Ti …)      | hitzebeständig                      |
| 1.49                          |                                                                 |                                                                 | warmfest                            |

Einige Abkürzungen von Legierungselementen:
- Cr = Chrom
- Cu = Kupfer
- Mo = Molybdän
- N = Stickstoff
- Nb = Niob
- Ni = Nickel
- Ti = Titan

### Werkstoffbezeichnungen nichtrostender und säurebeständiger Stähle
Hochlegierte Stähle enthalten mindestens ein Legierungselement mit einem Massenanteil von wenigstens 5 % und werden nach europäischer Norm durch ein X gekennzeichnet (international unter Umständen auch durch Y). Dann folgt der mit dem Faktor 100 multiplizierte Kohlenstoffgehalt in Massenprozent sowie die chemischen Elementsymbole der Legierungselemente in der Reihenfolge sinkender Massenanteile. Schließlich werden die Massenanteile der zuvor aufgeführten Legierungselemente in gleicher Reihenfolge genannt, getrennt durch Bindestriche und in Massenprozent (ohne den etwa bei niedriglegierten Stählen angewandten Multiplikatoren!).
Beispiel: X12CrNi18-8 ist ein Stahl mit 0,12 % Kohlenstoff, 18 % Chrom (Cr) und 8 % Nickel (Ni).
| Europäische Norm Werkstoff-Nr. | Europäische Norm Kurzname           | ASTM/AISI Bezeichnung | UNS-Nummer |
| ------------------------------ | ----------------------------------- | --------------------- | ---------- |
| 1.4016                         | X6Cr17                              | 430                   | S43000     |
| 1.4509                         | X2CrTiNb18                          | 441                   | S44100     |
| 1.4510                         | X3CrTi17                            | 439                   |            |
| 1.4512                         | X2CrTi12 (alt X6 CrTi 12)           | 409                   | S40900     |
| 1.4526                         | X6CrMoNb17-1                        | 436                   | S43600     |
| 1.4310                         | X10CrNi18-8 (alt X12 CrNi17 7)      | 301                   | S30100     |
| 1.4318                         | X2CrNiN18-7                         | 301LN                 |            |
| 1.4307                         | X2CrNi18-9                          | 304L                  | S30403     |
| 1.4306                         | X2CrNi19-11                         | 304L                  | S30403     |
| 1.4311                         | X2CrNiN18-10                        | 304LN                 | S30453     |
| 1.4301                         | X5CrNi18-10                         | 304                   | S30400     |
| 1.4948                         | X6CrNi18-11                         | 304H                  | S30409     |
| 1.4303                         | X4CrNi18-12 (alt X5 CrNi18 12)      | 305                   | S30500     |
| 1.4541                         | X6CrNiTi18-10                       | 321                   | S32100     |
| 1.4878                         | X10CrNiTi18-10 (alt X12 CrNiTi18 9) | 321H                  | S32109     |
| 1.4404                         | X2CrNiMo17-12-2                     | 316L                  | S31603     |
| 1.4401                         | X5CrNiMo17-12-2                     | 316                   | S31600     |
| 1.4406                         | X2CrNiMoN17-11-2                    | 316LN                 | S31653     |
| 1.4432                         | X2CrNiMo17-12-3                     | 316L                  | S31603     |
| 1.4435                         | X2CrNiMo18-14-3                     | 316L                  | S31603     |
| 1.4436                         | X3CrNiMo17-13-3                     | 316                   | S31600     |
| 1.4571                         | X6CrNiMoTi17-12-2                   | 316Ti                 | S31635     |
| 1.4429                         | X2CrNiMoN17-13-3                    | 316LN                 | S31653     |
| 1.4438                         | X2CrNiMo18-15-4                     | 317L                  | S31703     |
| 1.4539                         | X1NiCrMoCu25-20-5                   | 904L                  | N08904     |
| 1.4547                         | X1CrNiMoCuN20-18-7                  | F 44                  | S31254     |
| 1.4462                         | X2CrNiMoN22-5-3                     | F 51                  | S31803     |

## Schrauben
Auf Befestigungsschrauben aus rostfreien Stählen steht häufig die Bezeichnung A2-70. Hierbei steht A2 für die Stahlsorte (A für austenitisch, 2 für die Sorte), 70 für die Festigkeitsklasse bzw. die Zugfestigkeit in kp/mm² (veraltet) entsprechend 1/10 der Zugfestigkeit 700 MPa. Für den Offshore-Bereich und für Anlagen der Meerwasserentsalzung sind Bauteile aus dem Sonderwerkstoff X2CrNiMoN17-13-5 (Werkstoffnummer 1.4439/Alloy 317 LN) unbedingt zu bevorzugen. Beim Ersetzen von Schrauben mit konventionellem Werkstoff durch Niro-Schrauben ist zu beachten, dass die Werkstoffkennwerte (Zugfestigkeit, Bruchdehnung, Dehngrenze etc.) dieser Niro-Schrauben meist unter denen konventioneller Schrauben mit Festigkeitsklasse größer gleich 5.6 nach EN ISO 898-1 liegt. Ein einfaches Ersetzen nach dem 1:1-Prinzip ist gerade bei sicherheitsrelevanten Verbindungen genau zu prüfen. Außerdem kann bei Kontakt zwischen Niro- und normalen Stählen aus elektrochemischen Gründen zusätzliche Korrosion auftreten.
Schrauben als mechanische Verbindungselemente aus nichtrostenden Stählen und deren Bezeichnungen sind genormt nach:
- EN ISO 3506-1 Mechanische Verbindungselemente – Mechanische Eigenschaften von Verbindungselementen aus korrosionsbeständigen nichtrostenden Stählen – Teil 1: Schrauben mit festgelegten Stahlsorten und Festigkeitsklassen
- EN ISO 3506-2 Mechanische Verbindungselemente – Mechanische Eigenschaften von Verbindungselementen aus korrosionsbeständigen nichtrostenden Stählen – Teil 2: Muttern mit festgelegten Stahlsorten und Festigkeitsklassen
- EN ISO 3506-3 Mechanische Verbindungselemente – Mechanische Eigenschaften von Verbindungselementen aus korrosionsbeständigen nichtrostenden Stählen – Teil 3: Gewindestifte und ähnliche nicht auf Zug beanspruchte Verbindungselemente
- EN ISO 3506-4 Mechanische Verbindungselemente – Mechanische Eigenschaften von Verbindungselementen aus korrosionsbeständigen nichtrostenden Stählen – Teil 4: Blechschrauben
- EN ISO 3506-6 Mechanische Verbindungselemente – Mechanische Eigenschaften von Verbindungselementen aus korrosionsbeständigen nichtrostenden Stählen – Teil 6: Allgemeine Regeln für die Auswahl von nichtrostenden Stählen und Nickellegierungen für Verbindungselemente

Unterschieden werden nach Teil 1 vier Gruppen von Schrauben aus nichtrostenden Stählen:
- austenitisch: mit den Sorten A1, A2, A3 (Festigkeitsklassen jeweils 50 / 70 / 80), A4, A5 (Festigkeitsklassen jeweils 50 / 70 / 80 / 100) und A8 (Festigkeitsklassen 70 / 80 / 100)
- ferritisch: mit der Sorte F1 (Festigkeitsklassen 45 / 60)
- martensitisch: mit den Sorten C1 (Festigkeitsklassen 50 / 70 / 110), C3 (Festigkeitsklasse 80), C4 (Festigkeitsklassen 50 / 70)
- Duplex (austenitisch-ferritisch): mit den Sorten D2, D4, D6, D8 (Festigkeitsklassen jeweils 70 / 80 / 100)

Für Muttern nach Teil 2 (normale Typ 1 und hohe Typ 2) gilt die gleiche Einteilung; für niedrige Muttern (Typ 0) sind die Werte jeweils zu halbieren und mit vorangestellter „0“ zu kennzeichnen (z. B. F1-022).
Zum Abschätzen der Korrosionsbeständigkeit eines rostfreien Stahls kann die Wirksumme (auch PRE-Wert) dienen. Je höher diese ist, desto beständiger ist die Legierung gegen Lochfraß oder Spaltkorrosion. Legierungen mit einer Wirksumme über 33 gelten als seewasserbeständig.

## Schweißen und anderes Bearbeiten von nichtrostenden Stählen
Eine Auswahl geltender Normen:
- EN 1011-3 Schweißen – Empfehlungen zum Schweißen metallischer Werkstoffe – Teil 3: Lichtbogenschweißen von nichtrostenden Stählen
- EN ISO 3581 Schweißzusätze – Umhüllte Stabelektroden zum Lichtbogenhandschweißen von nichtrostenden und hitzebeständigen Stählen – Einteilung
- EN ISO 14343 Schweißzusätze – Drahtelektroden, Bandelektroden, Drähte und Stäbe zum Lichtbogenschweißen von nichtrostenden und hitzebeständigen Stählen – Einteilung
- EN ISO 17633 Schweißzusätze - Fülldrahtelektroden und Füllstäbe zum Metall-Lichtbogenschweißen mit und ohne Gasschutz von nichtrostenden und hitzebeständigen Stählen – Einteilung

Beim Sägen, Schleifen und Schweißen ist streng darauf zu achten, das Werkstück nicht mit Staub oder Schweißspritzern von nicht rostbeständigem Stahl zu verschmutzen. An solchen Kontaminationen bildet sich ein elektrisches Lokalelement aus, Keim für Rost. Schleifscheiben für Niro sind extra dafür zertifiziert (Gehalt an Eisen, Schwefel, Chlor jeweils <0,1 %) und verlieren ihre Eignung (Reinheit), sobald gewöhnlicher Stahl damit bearbeitet wird.
NiRo-Stahl leitet Wärme schlechter als gewöhnlicher Stahl und erhitzt sich beim zu rasanten Bearbeiten lokal schnell auf höhere Temperatur. Diese Erhitzung kann zu Verfärbung durch Oxidation, zum Verziehen der Geometrie und zur Karbidbildung und damit zum Verlust der Rostfrei-Eigenschaft führen.
Das Polieren von auch leicht gekrümmten Edelstahlflächen insbesondere für die Lebensmittelindustrie erfolgt gerne in Form von fischschuppenartig überlappenden Kreisflächen von 3–8 cm Durchmesser in gleichmäßigem Raster (Pfauenaugenmuster).

## Andere korrosionsbeständige Legierungen
Nicht mehr zu Stählen gezählt werden Cr-Ni-Legierungen, die weniger als 50 % Eisen enthalten und noch bessere Eigenschaften bezüglich Korrosions- und Warmfestigkeit haben. Diese so genannten Superlegierungen gehören zu den hochwarmfesten Legierungen und basieren auf einem um 1906 zum ersten Mal beschriebenen Legierungstyp NiCr8020. Durch Zusätze von Aluminium und Titan werden diese aushärtbar und bei hohen Temperaturen die Festigkeit stark gesteigert. Moderne Handelsnamen sind z. B. Inconel, Incoloy, Hastelloy, Cronifer, Nicrofer. Letztere ist eine hochkorrosionsbeständige Nickel-Chrom-Molybdän-Legierung, die noch in verschiedene Legierungen unterteilt ist, je nach Zusatz (Nicrofer 3127, Nicrofer 5923, H-C4 oder H-C22).
Anwendung finden solche Legierungen hauptsächlich in Strahltriebwerken, Kraftwerksindustrie (Gasturbinen), Öl- und Gasindustrie, Umwelttechnik (REA) sowie in der chemischen Verfahrenstechnik, also überall dort, wo hohe Festigkeit bei sehr hohen Temperaturen oder unter hoch korrosiven Bedingungen auf lange Dauer gewährleistet sein muss.